# Casas Adobes, Arizona
Casas Adobes je naseljeno područje za statističke svrhe u američkoj saveznoj državi Arizona. Prema popisu stanovništva iz 2010. u njemu je živjelo 66,795 stanovnika.